# Hold Your Breath - Trattieni il respiro
Hold Your Breath - Trattieni il respiro (Hold Your Breath) è un film del 2012 diretto da Jared Cohn.
Film horror statunitense con protagonisti Katrina Bowden e Randy Wayne.

## Trama
In un carcere di massima sicurezza, Van Hausen, serial killer ed ex predicatore viene condannato alla sedia elettrica. All'esecuzione partecipano giornalisti e molti familiari delle sue vittime. Il direttore della prigione gli offre la possibilità di dire le sue ultime parole, e lui fa cenno a un passo delle Bibbia, dove i bestemmiatori e i peccatori vengono tutti uccisi. Dopo una breve ribellione, Van Hausen viene ucciso, provocando conforto a quanti presenti nel carcere.
Un gruppo di ragazzi (Jerry, Johnny, Natasha, Samantha, Tony, Heath e Kyle) decide di trascorrere un weekend da favola, allontanandosi dall'intero mondo e dalle linee di comunicazioni chiudendo a chiave tutti i loro cellulari nella macchina. Nel bel mezzo del viaggio, passano per un cimitero e una di loro dice a tutti di trattenere il respiro, visto che ci potrebbe essere un'anima cattiva che nemmeno l'inferno vuole e che potrebbe entrare in uno di loro. Tutti fanno come richiesto, tranne Kyle, che fa accidentalmente entrare dentro di lui l'anima di Van Hausen. I ragazzi scoprono che il cimitero si trova nei pressi di un carcere – lo stesso in cui è stato ucciso l'assassino – abbandonato da anni. Decidono quindi di esplorarlo, tranne Kyle, che rimane nei pressi della macchina, dove successivamente uccide un poliziotto che intendeva perquisirlo. Kyle distrugge la macchina del poliziotto. Johnny e Natasha, allontanandosi dall'intero gruppo, hanno un rapporto sessuale. I ragazzi si accorgono che qualcosa non va, le improvvise tempeste li fanno tornare da Kyle, dove non sospettano nemmeno che ha ucciso il poliziotto e che non è più il loro solito amico.
Il fantasma dell'assassino passerà da un corpo all'altro fino a uccidere alcuni membri del gruppo. I rimanenti non capiranno che cosa stia realmente succedendo, ma verranno avvertiti da un vecchio disoccupato che anni prima ha partecipato all'esecuzione del killer. Ogni anno, il giorno della sua morte, il suo fantasma vaga per il cimitero dove è stato sepolto, entrando dentro il corpo delle persone. Per poterlo sconfiggere, evocano il fantasma del direttore ucciso tempo addietro, che si impossessa del corpo di Johnny. Inizia così una battaglia tra spiriti, che finirà con la vittoria dei ragazzi. Jerry, Johnny e Natasha cercano soccorso per curare le ferite ricevute durante il combattimento, tuttavia Il ragazzo chiude le porte della macchina e uccide le due ragazze: il killer ha preso il controllo del suo corpo. È solo l'inizio del vero incubo.